# Radków (Święty Krzyż)
Radków is een dorp in het Poolse woiwodschap Święty Krzyż, in het district Włoszczowski. De plaats maakt deel uit van de gemeente Radków.